# Lizartza
Lizartza is een gemeente in de Spaanse provincie Gipuzkoa in de regio Baskenland met een oppervlakte van 13 km². Lizartza telt 602 inwoners (1 januari 2016).